# Нотулн
Нотулн (њем. Nottuln) општина је у њемачкој савезној држави Северна Рајна-Вестфалија. Једно је од 11 општинских средишта округа Коесфелд. Према процјени из 2010. у општини је живјело 20.145 становника. Посједује регионалну шифру (AGS) 5558032, NUTS (DEA35) и LOCODE (DE NLN) код.

## Географски и демографски подаци
Нотулн се налази у савезној држави Северна Рајна-Вестфалија у округу Коесфелд. Општина се налази на надморској висини од 59–186 метара. Површина општине износи 85,6 km². У самом мјесту је, према процјени из 2010. године, живјело 20.145 становника. Просјечна густина становништва износи 235 становника/km².

## Међународна сарадња
| Мјесто | Држава    | Врста сарадње | Од    |
| ------ | --------- | ------------- | ----- |
|        | Пољска    | партнерство   | 1992. |
|        | Француска | партнерство   | 1984. |
| Извор  |           |               |       |